# Els traductors
Els traductors (francès: Les Traducteurs) és una pel·lícula de thriller francesa del 2019 dirigit per Régis Roinsard. S'ha doblat al català i el 12 d'abril de 2023 es va emetre per TV3.

## Sinopsi
Dèdal és una trilogia de supervendes l'últim llibre de la qual s'espera amb impaciència. Nou traductors estan tancats en un búnquer, sota una casa pairal francesa, per treballar-hi. Malgrat el secretisme, les primeres pàgines es filtren a la xarxa.

## Repartiment
- Lambert Wilson: Éric Angstrom, l'editor
- Alex Lawther: Alex Goodman, el traductor anglès
- Olga Kurylenko: Katerina Anisinova, la traductora russa
- Riccardo Scamarcio⁣: Dario Farelli, el traductor italià
- Sidse Babett Knudsen⁣: Helene Tuxen, la traductora danesa
- Eduardo Noriega⁣: Javier Casal, el traductor espanyol
- Anna Maria Sturm: Ingrid Korbel, la traductora alemanya
- Frédéric Chau⁣: Chen Yao, el traductor xinès
- Maria Leite: Telma Alves, la traductora portuguesa
- Manolis Mavromatakis: Konstantinos Kedrinos, el traductor grec
- Sara Giraudeau⁣: Rose-Marie Houeix, ajudant de l'Éric Angstrom
- Patrick Bauchau⁣: Georges Fontaine, el llibreter
- Sergueï Nesterenko: Marat
- Ilya Nikitenko: Ivan
- Miglen Mirtchev: Serguei
- Michel Bompoil: Robert Monteil
- Nicolas Koretzky⁣: Philippe Arthur
- Vinciane Millereau: Carole Bauer
- Jade Phan-Gia: Lucie Smadja
- Marc Arnaud: Paul Sierra
- Irina Muluile: inspectora Camara
- Stéphane Pézerat: inspector Pulaski
- Kester Lovelace: inspector britànic
- Jacob Hauberg Lohmann: marit de l'Helene Tuxen
- Alasdair Noble: Alex Goodman de jove
- Suzana Joaquim Mausdlay: assistenta de l'aeroport de Lisboa